# بحيرة نيبالين
بحيرة نيبالين (بالإنجليزية: Lake Neepaulin) هي بحيرة مياه عذبة صغيرة صناعيَّة تقع في بلدة وانتج في مقاطعة ساسكس، نيو جيرسي في الولايات المتحدة. تقع البحيرة عند مستجمعات المياه في جدول باباكاتينغ، أحد روافد نهر والكيل، وقد أُنشئت في الخمسينيات من القرن الماضي عن طريق سد مجرى جبلي غير مسمى كميزة لتطوير سكني خاص. هذا المجرى الجبلي، المعروف الآن باسم جدول نيبالكيتنغ، لم يسمَ حتى عام 2002.

## وصف البحيرة
بحيرة نيبالين هي بحيرة من صنع الإنسان تم إنشاؤها من سد جدول نيبالكيتنغ، وهو تيار جبلي صغير لم يتم تسميته حتى عام 2002. تقع منابع الخور على بعد حوالي 0.4 ميل (0.64 كم) شمال غرب الطرف الشمالي من بحيرة نيباولين. وتقع هذه المنابع على بعد مسافة قصيرة جنوب طريق المقاطعة 650 (طريق ليبرتيفيل) في منتصف الطريق تقريبا بين نجع ليبرتفيل في بلدة وانتيدج وساسكس بورو. يبلغ ارتفاع بحيرة نيبالين 509 قدم (155 مترًا) فوق مستوى سطح البحر. البحيرة هي مركز مشروع سكني خاص. من السد، يتدفق الخور إلى الجنوب الشرقي لمسافة 1.5 ميل (2.4 كم) قبل أن يتدفق إلى جدول باباكاتينغ، أحد روافد نهر والكيل. يقع الخور والبحيرة ومستجمعات المياه الخاصة بها في وادي كيتاتيني الذي يغطيه الصخر الزيتي الداكن والحجر الجيري في تكوين مارتينسبورغ وله تربة جليدية في الأصل.
وفقا لإدارة حماية البيئة في نيوجيرسي (NJDEP)، يساهم مجتمعان متطوران للبحيرات في مستجمعات مياه جدول باباكاتينغ - بحيرة نيبالين وبحيرة كلوف بروك القريبة - على نقل الفوسفور إلى مياه جدول باباكاتينغ. يمكن أن يبدأ نقل الفوسفور هذا من استخدام الأسمدة في الحدائق السكنية القريبة، أو من المزارع القريبة، أو من قطعان البط الكبيرة التي تعيش بالقرب من البحيرات.

## التاريخ
في الخمسينيات من القرن الماضي، قام أحد المطورين العقاريين ببناء سد على مجرى نهر غير مسمى يقع إلى الغرب والجنوب من مقاطعة ساسكس وأنشأ بحيرة نيبالين. كانت البحيرة في منتصف مشروع إسكان خاص مخطط له سابقًا. اسم البحيرة هو دمج لأسماء أبناء المطور الأصلي. في عام 2014، استحوذت بلدة وانتاج على البحيرة من منظمة الإدارة غير الربحية السابقة، وفتحت مناطق عامة مخصصة لسكان البلدة للاستجمام. بعد الحصول على العقار، تم تكليف البلدية بسداد قرض إعادة بناء السد من خلال 1.2 مليون دولار مأخوذة من إدارة حماية البيئة في نيوجيرسي.

## وصلات خارجية
- Wallkill River Watershed Management Group